# Rothia holli
Rothia holli là một loài bướm đêm trong họ Noctuidae.